# The Story of Kamikuishiki Village
The Story of Kamikuishiki Village (上九一色村物語, Kamikuishiki-mura Monogatari) é um jogo satírico japonês de estratégia de gerenciamento de recursos doujin desenvolvido pela HappySoft e publicado pela Aum Soft que foi lançado para PC-98 em 29 de junho de 1995. Kamikuishiki Village satiriza o culto Aum Shinrikyo e o ataque com gás sarin ao Metrô de Tóquio em 1995 orquestrado pelo culto; um equívoco comum é que o jogo foi produzido pelo culto como propaganda, enquanto The Story of Kamikuishiki Village na verdade retrata Aum e o ataque com gás sarin de forma negativa, zombando de seus membros e mostrando imagens de cobertura "humilhante" da mídia. 
Kamikuishiki Village usa full motion video, usando filmagens da vida real do culto Aum Shinrikyo,  e filmagens animadas tiradas do anime criado pelo culto, Chouetsu Sekai. 

## Jogabilidade
O jogador assume o papel de Shoko Asahara, o líder do culto Aum Shinrikyo, e gerencia as operações do culto, coletando recursos e doutrinando novos membros, com o objetivo final de realizar o ataque com gás sarin no metrô de Tóquio em 1995.   The Story of Kamikuishiki Village tem dois finais: o jogador vence o jogo realizando o ataque com gás sarin e, se perder, o armagedom acaba com o mundo. 
O tempo na Kamikuishiki Village passa conforme o jogador realiza ações; o jogo começa em 1º de outubro de 1989 e é fortemente baseado no tempo.  Além da contribuição do jogador, há eventos que ocorrem em certas datas; isso se alinha com eventos reais relacionados ao Aum Shinrikyo; por exemplo, em 4 de novembro de 1989, os assassinatos da família Sakamoto são cometidos, e em 27 de junho de 1994, o ataque com gás sarin de Matsumoto ocorre, independentemente da contribuição do jogador.  As contribuições da Kamikuishiki Village incluem o treinamento das "habilidades" de Asahara, trabalho missionário, investimentos, solicitação de dinheiro de seguidores e descanso. 

## História
The Story of Kamikuishiki Village foi especulado como uma criação da seita Aum Shinrikyo para fins de propaganda, comparável ao anime produzido pela seita como uma tentativa de doutrinar novos membros, Chouetsu Sekai. O título The Story of Kamikuishiki Village tem origem no fato de que a Aum Shinrikyo operava principalmente na vila japonesa de Kamikuishiki. Um artigo da revista Vice explora a história de Kamikuishiki Village e desmistifica as especulações da internet sobre o propósito do jogo. A Vice entrou em contato com Sarah Hightower, uma pesquisadora independente que estuda movimentos de terrorismo doméstico e especialista na seita Aum Shinrikyo. Hightower afirma que The Story of Kamikuishiki Village não é propaganda da Aum Shinrikyo, mas sim uma sátira que zomba da seita, acrescentando ainda que "Basicamente, tudo o que você vê no YouTube sobre ‘este jogo vai te lavar o cérebro’ é besteira... O jogo não foi feito pela Aum ou pela Aleph [um grupo dissidente da Aum Shinrikyo].” Kamikuishiki Village contém imagens reais de membros da seita; isso tem sido usado como evidência em especulações online de que a Aum Shinrikyo criou o jogo. No entanto, a maioria das filmagens selecionadas foi obtida de transmissões jornalísticas após o ataque, uma vez que o evento foi amplamente coberto pela mídia japonesa, e as imagens retratam a seita de forma negativa. Esse equívoco provavelmente foi causado tanto por um entendimento limitado da seita e do ataque quanto por uma barreira linguística. Uma exceção a isso é o uso de imagens de propaganda criadas pela seita na introdução do jogo, mostrando um seguidor da Aum tentando voar usando uma prática de meditação chamada Darduri Siddhi (Asahara começou a seita como uma aula de ioga e afirmava que podia voar usando essa técnica). Essa cena é seguida por um vídeo do porta-voz da Aum, Fumihiro Joyu, sendo questionado por repórteres após o ataque com gás sarin.
Hightower afirmou em relação às imagens de culto de Kamikuishiki Village que “Algumas delas são realmente filmagens de propaganda de culto, mas o que é importante ter em mente é que após o ataque [sarin], os noticiários da TV mostraram milhares de horas de cobertura do Aum e até mesmo a propaganda interna do culto foi escolhida aos poucos”, afirmando ainda que “Se você olhar para a abertura do jogo, é tudo principalmente a merda que pessoas como os 'Aumers' originais e crianças da época estavam zombando”, e que “havia algumas coisas muito absurdas sobre o Aum... que se destacaram para o público”.  Além disso, um anúncio de Kamikuishiki Village no Game Urara Vol. 4 afirma explicitamente que “Não temos absolutamente NENHUMA relação com o Aum Shinrikyo. Nós os odiamos."  Membros notáveis do culto Aum Shinrikyo são vulgarmente ridicularizados no anúncio de Kamikuishiki Village, como a descrição do papel do jogador no jogo como Shoko Asahara como "[vendendo] sua própria saliva, sangue, esperma e coisas assim para crentes estúpidos". 
The Story of Kamikuishiki Village foi lançado em 29 de junho de 1995 e vendido por meio de revistas underground, como Game Urara, uma revista conhecida por shock images, pirataria de software, e pornografia. A Vice contatou três indivíduos pseudônimos que coletam, pesquisam e traduzem obscuros videogames japoneses; "Senn", "togemet2", e "Metalik". Segundo eles, The Story of Kamikuishiki Village é um jogo doujin de romance visual interativo caseiro da cena de software underground japonesa dos anos 1990. O anúncio da história de The Story of Kamikuishiki Village's advertisement em Game Urara Vol. 4 refere-se a ele como uma "divertida obra de arte vinda diretamente das entranhas do inferno" e compara o jogo ao Romance of the Three Kingdoms III.
HappySoft, desenvolvedora de The Story of Kamikuishiki Village's developer, é conhecida por jogos satíricos de baixo orçamento e é conhecido principalmente por outro título polêmico, Hong Kong 97, que foi considerado "um dos piores jogos já feitos" e contém notavelmente uma imagem de um cadáver humano real de um soldado da Guerra da Bósnia como tela de game over. Em resposta a uma investigação da Vice, Yoshihisa 'Kowloon' Kurosawa, afirmou que não trabalhou no jogo, mas que "foi feito por dois de meus amigos enquanto ainda estávamos no ensino médio", e devido à crescente relevância política de Aum e ao culto de concorrer a candidatos políticos nas eleições, ""A experiência nos abalou, então aqueles dois acabaram criando [The Story of Kamikuishiki Village] e eu também fiz um jogo sobre Aum sozinho.” Kamikuishiki Village foi criado por Takeshi Kanai e Kouichi Karasawa descreveu os dois como 'programadores talentosos' e afirmou que "acho que eles usaram muitas técnicas novas e inovadoras para criá-lo; Kouichi Karasawa mais tarde trabalhou para a Konami.
Kamikuishiki Village foi vendida exclusivamente por correspondência e custava ¥14500 ienes em 1995; originalmente seria vendido na Comiket, mas um dos programadores decidiu não fazê-lo. Kamikuishiki Village abrange doze disquetes de 3+1⁄2" floppy disks; o jogo não pode ser executado diretamente nos discos e deve ser instalado em um disco rígido. Kamikuishiki Village usa imagens do anime Chouetsu Sekai, e a trilha sonora do jogo consiste em música cantada por Shoko Asahara.

## Recepção
Possivelmente devido ao assunto, preço e lançamento underground de The Story of Kamikuishiki Village, não se sabe se o jogo foi analisado em nenhuma revista de jogos.  No entanto, Kamikuishiki Village ganhou relevância moderna na forma de especulação online de que o jogo foi criado por Aum Shinrikyo.  Kamikuishiki Village recebeu interesse no nicho de videogames "estranhos", principalmente devido à referência do jogo a eventos e mortes reais e ao uso de filmagens da vida real. 